# Tavolette di Vindolanda

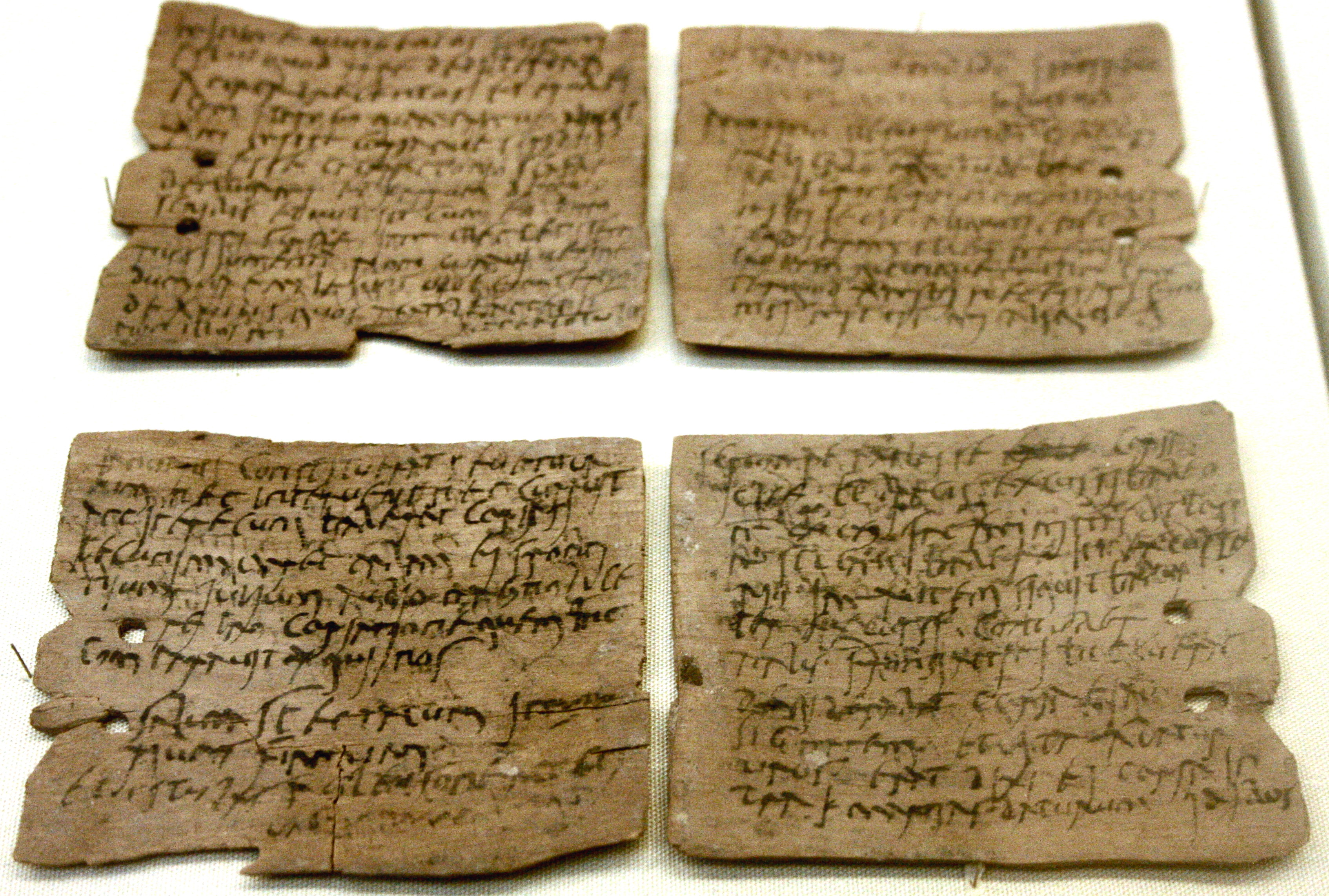
Tavoletta 343: lettera di Octavius a Candidus relativa a una fornitura di grano, pelli e tendini

Le tavolette di Vindolanda sono una numerosa serie di reperti archeologici ritrovati nel sito del forte romano di Vindolanda, vicino al Vallo di Adriano nell'Inghilterra settentrionale: si tratta di sottili tavolette di legno su cui furono vergati a inchiostro i testi di documenti ufficiali e privati durante il I e II secolo. Sono attualmente conservate al British Museum.

## Descrizione
Le tavolette di Vindolanda furono realizzate con il legno di betulle, ontani e querce di provenienza locale, a differenza delle tavole cerate, un altro tipo di tavolette da scrittura usate nella Britannia romana, che erano importate e prodotte con legno non nativo. Le tavolette hanno uno spessore di 0,25-3 mm con dimensioni pari a 20 × 8 cm, ed erano incise al centro e piegate in modo da costituire dittici sulle cui facce interne si poteva scrivere con un inchiostro composto da acqua, carbone e gomma arabica. Quasi 500 tavolette sono state trovate negli anni 1970 e 1980.
Scoperte inizialmente nel marzo 1973, le tavolette furono inizialmente interpretate come scarti di lavorazione del legno finché uno degli archeologi ne trovò due incollate tra loro, le scollò e scoprì un testo scritto all'interno; furono portate all'epigrafista Richard Wright, ma un rapido processo di ossidazione del legno le rese nere e illeggibili prima che egli potesse vederle. Furono inviate ad Alison Rutherford dell'Istituto di Medicina dell'Università di Newcastle per un'analisi fotografica multispettrale, e le foto all'infrarosso rivelarono per la prima volta agli studiosi la scrittura. I risultati furono inizialmente scoraggianti, in quanto la grafia era illeggibile. Alan Bowman dell'Università di Manchester e David Thomas dell'Università di Durham studiarono quella grafia corsiva, precedentemente sconosciuta, e riuscirono a produrre delle trascrizioni.